# Церква Святої Марії Магдалини (Біла Церква)
Церква Святої Марії Магдалини — чинна церква жіночого монастиря Святої Рівноапостольної Марії Магдалини, одна з найвідоміших культових споруд Білої Церкви та околиць. Церква розташовується за межами історичного центру Білої Церкви. Належить до Білоцерківської єпархії Української Православної Церкви.

## Історія

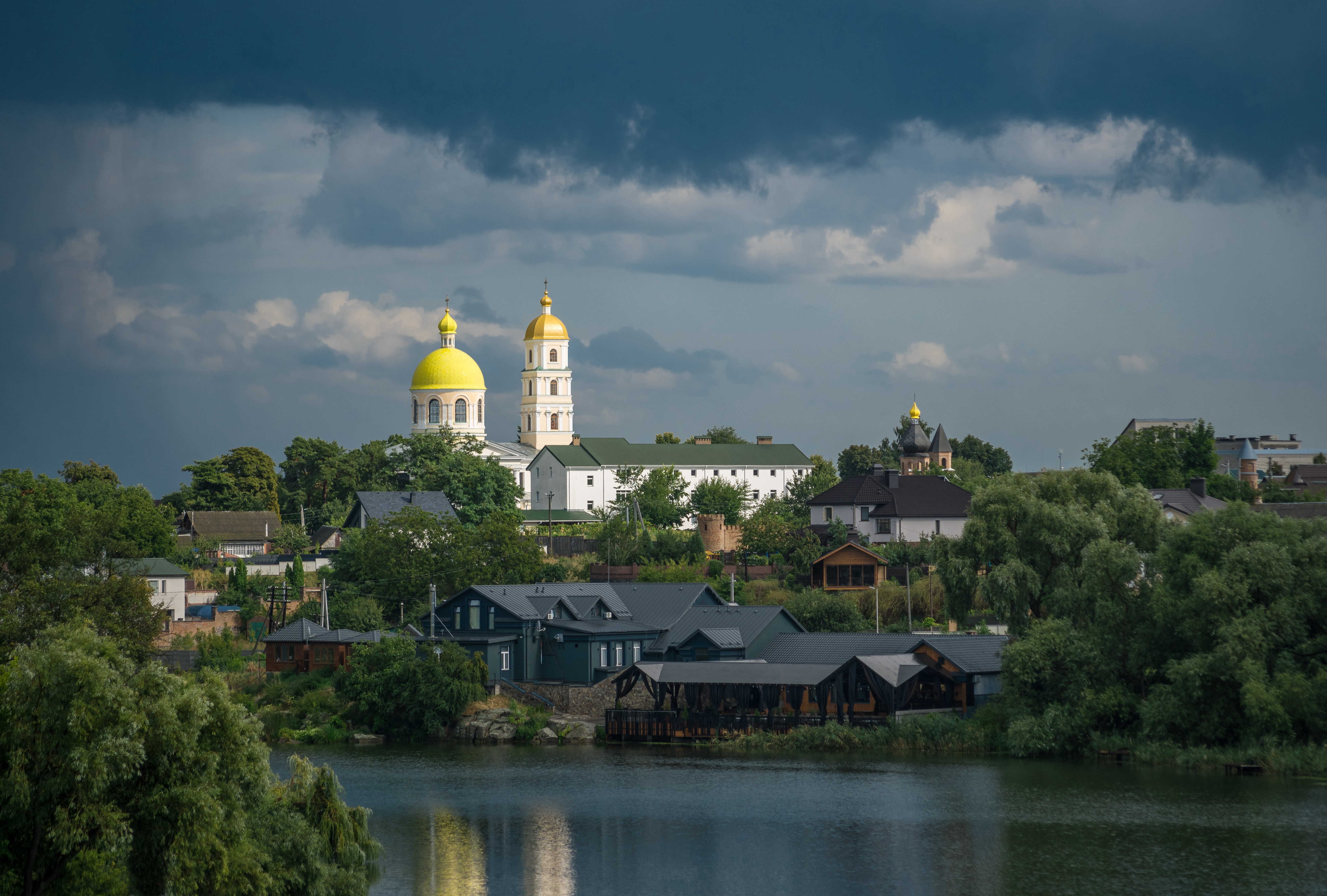

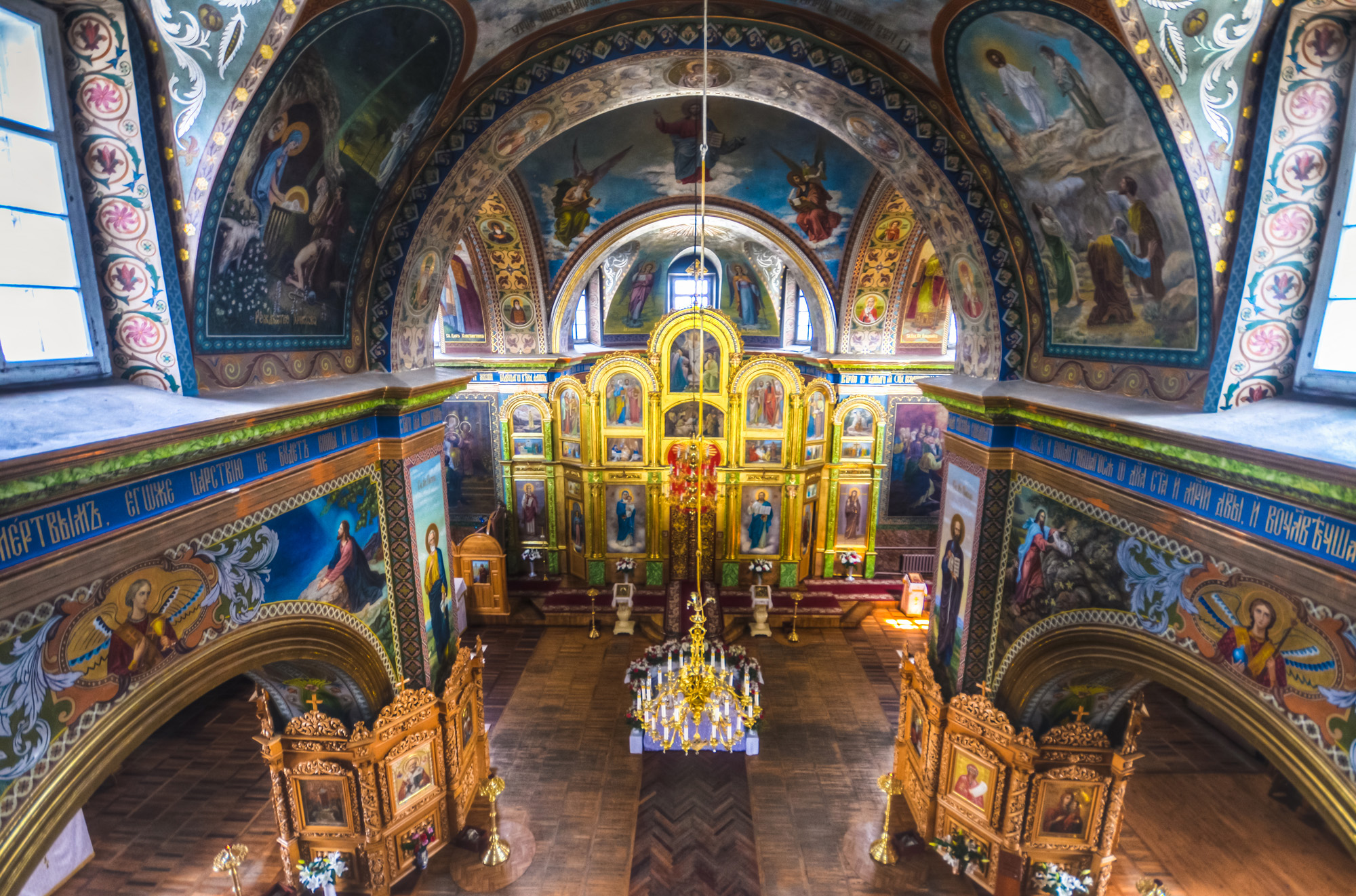

Церква була споруджена у 1843 році, кошти на будівництво святині виділила Олександра Браницька.
Після більшовицького перевороту доля церкви була схожою з багатьма іншими православними храмами. У період з 1934 до 1942 року церква імені святої рівноапостольної Марії Магдалини була закрита. 
У 1942 році, коли Київська область була окупована німцями, церкву знову відкрили для вірян. Відтоді двері храму для парафіян вже не закривалися.
Реставраційні роботи у будівлі церкви були проведені в 1988 році. Стіни церкви наново розписали майстри з Почаєва. Водночас поряд з культовою спорудою побудували каплицю над колодязем. 
У 2001 році почалося зведення жіночого монастиря, який сьогодні є чинним.
Метричні книги, клірові відомості, сповідні розписи церкви Святої Марії Магдалини м-ка Біла Церква (приписне с. Піщана) Васильківського пов. Київської губ. зберігаються в ЦДІАК України. .

## Архітектурні особливості будівлі
Церква чотиристовпна, однобанева, хрещата у плані. Стилістично належить до класицизму. Прямо до церкви примикає дзвіниця. 
Імена архітекторів і художників, які виконали розпис церкви, історії залишились невідомими.

## Світлини

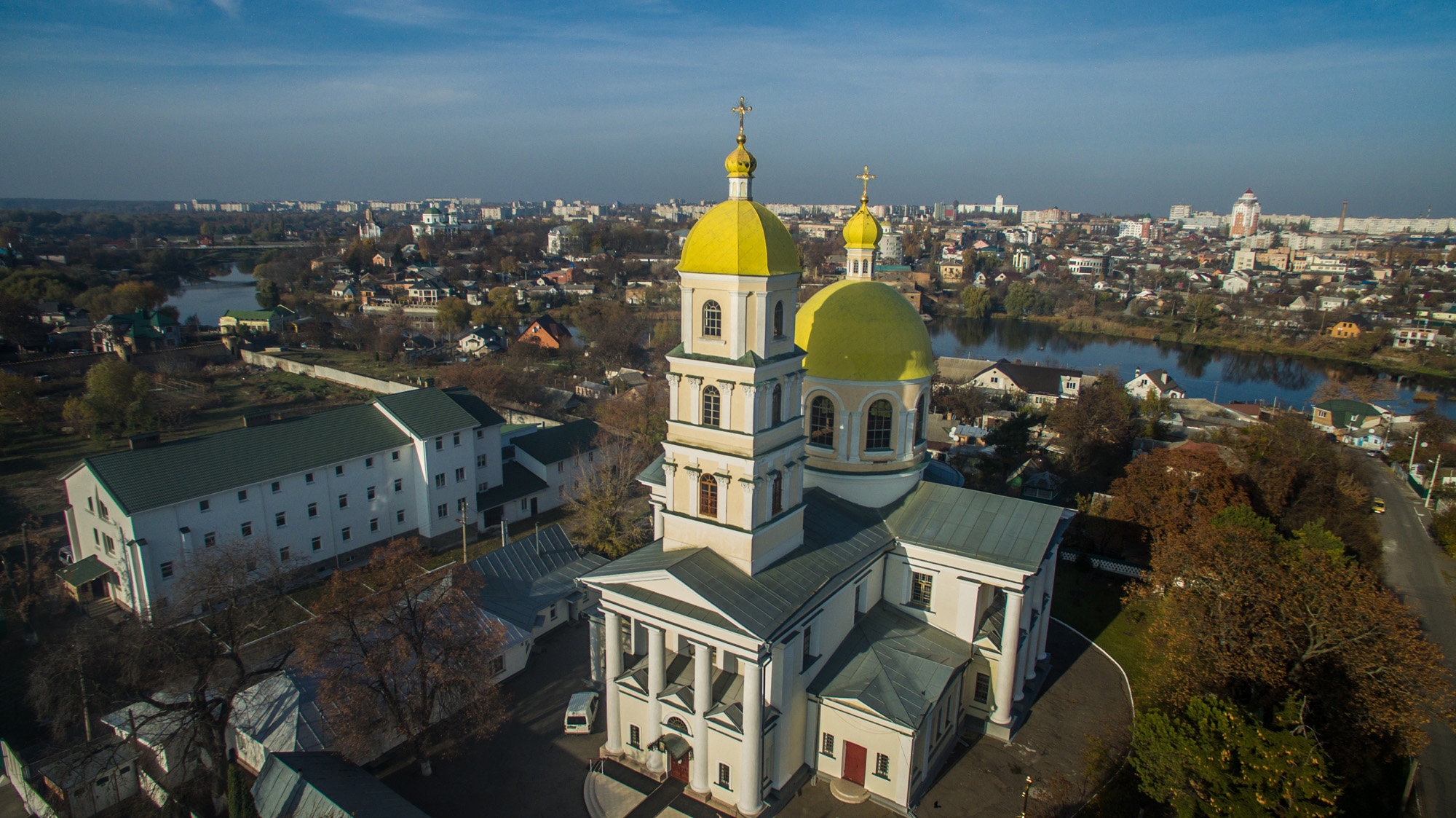
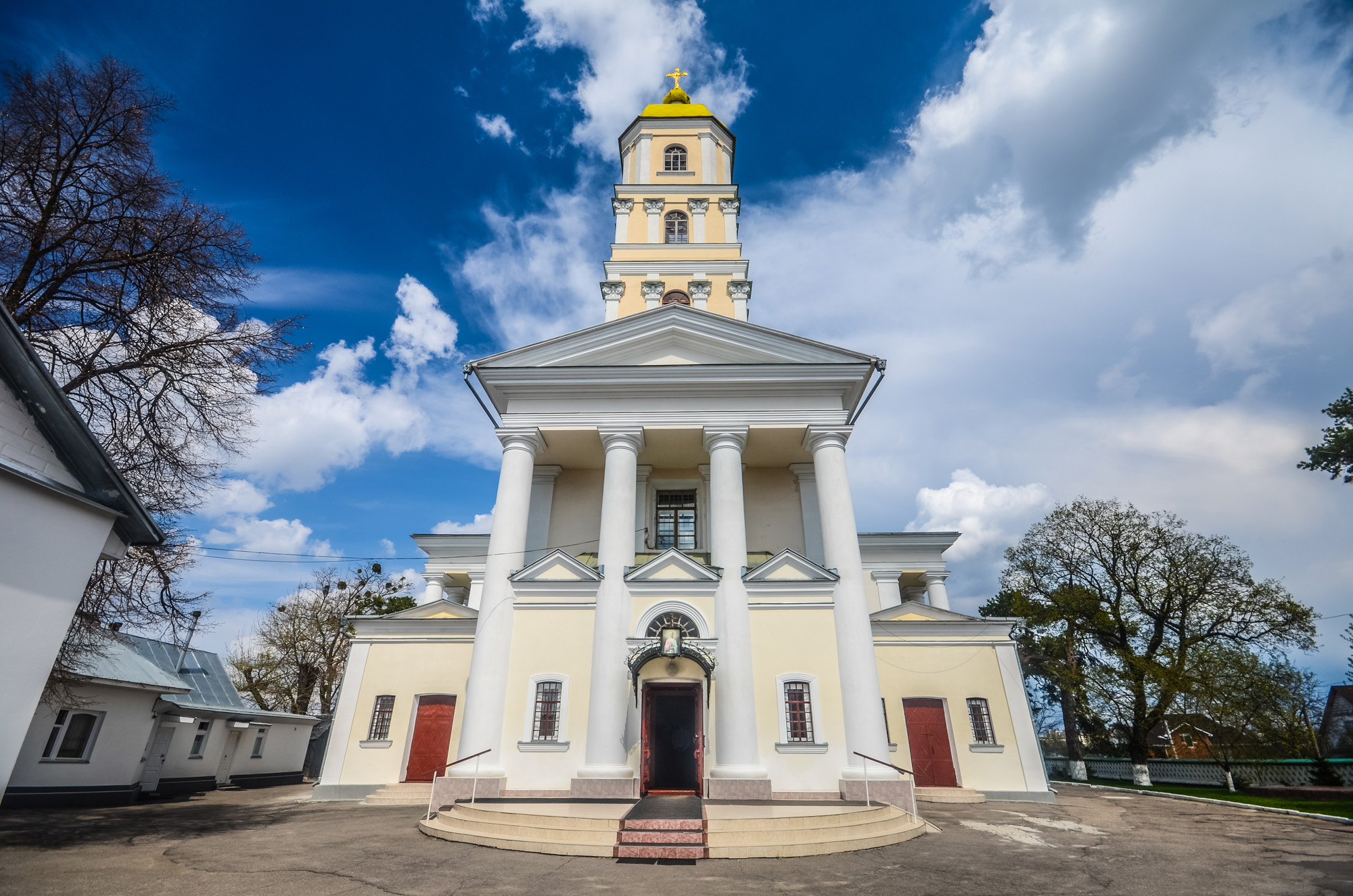
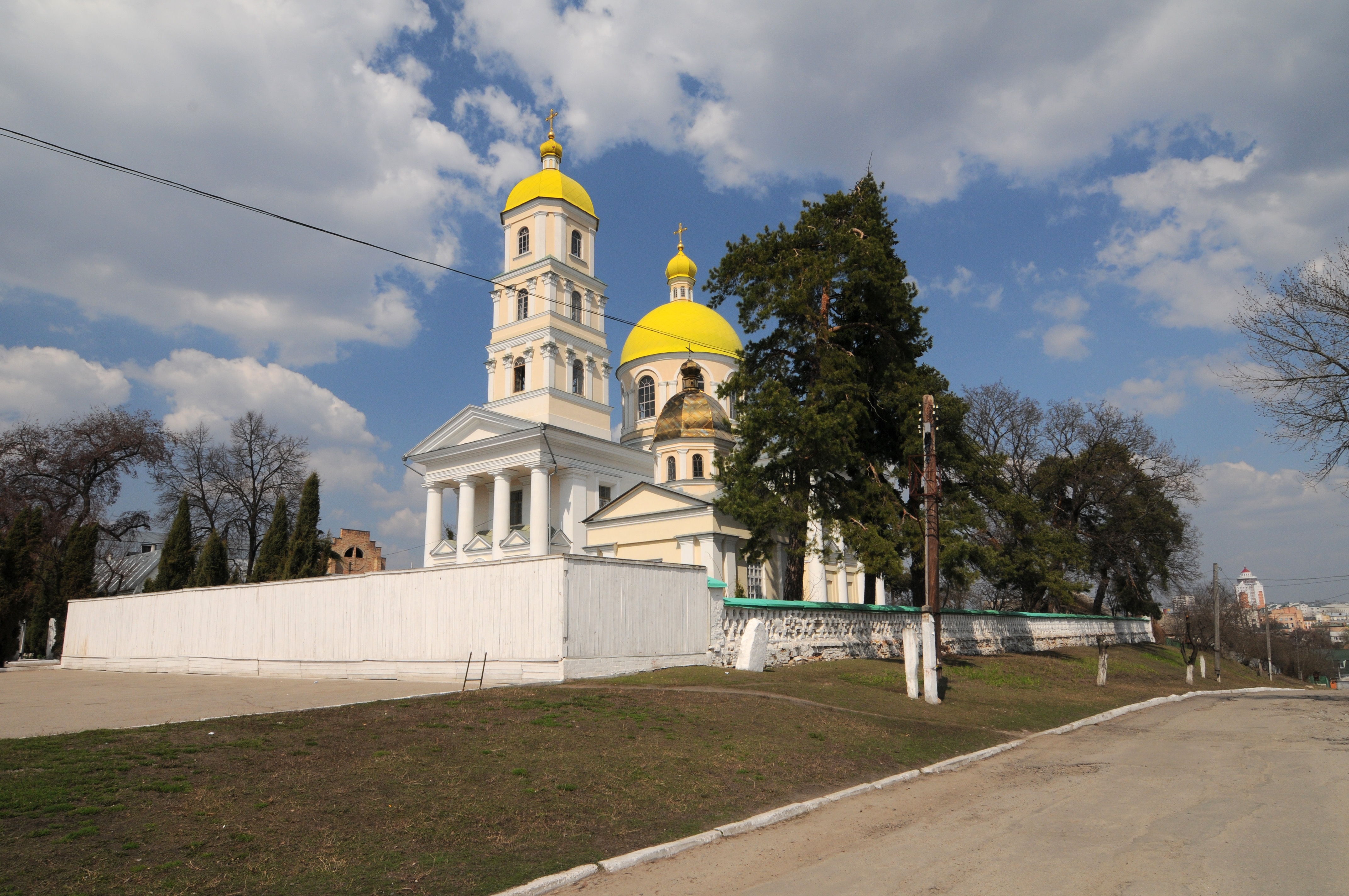
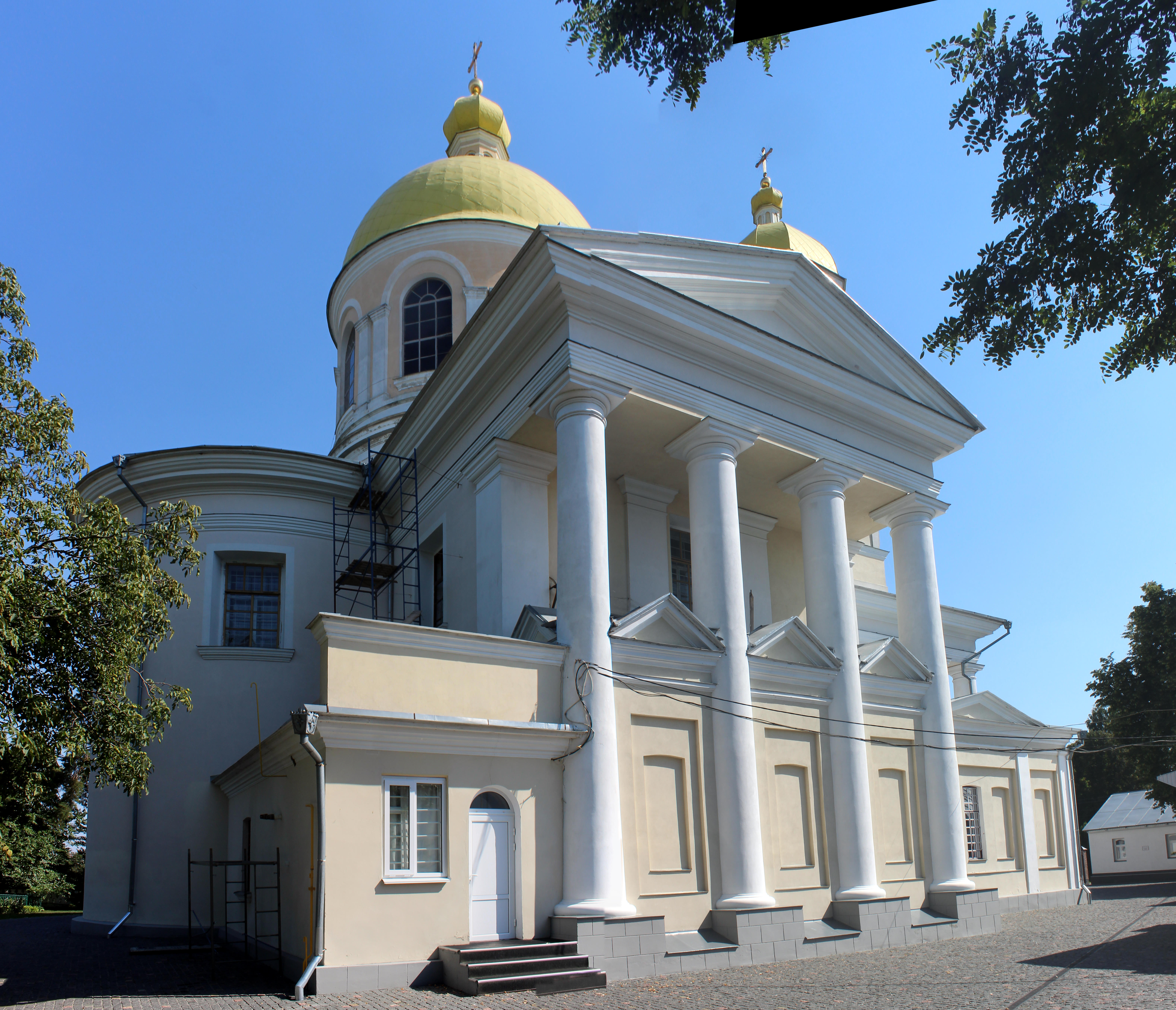
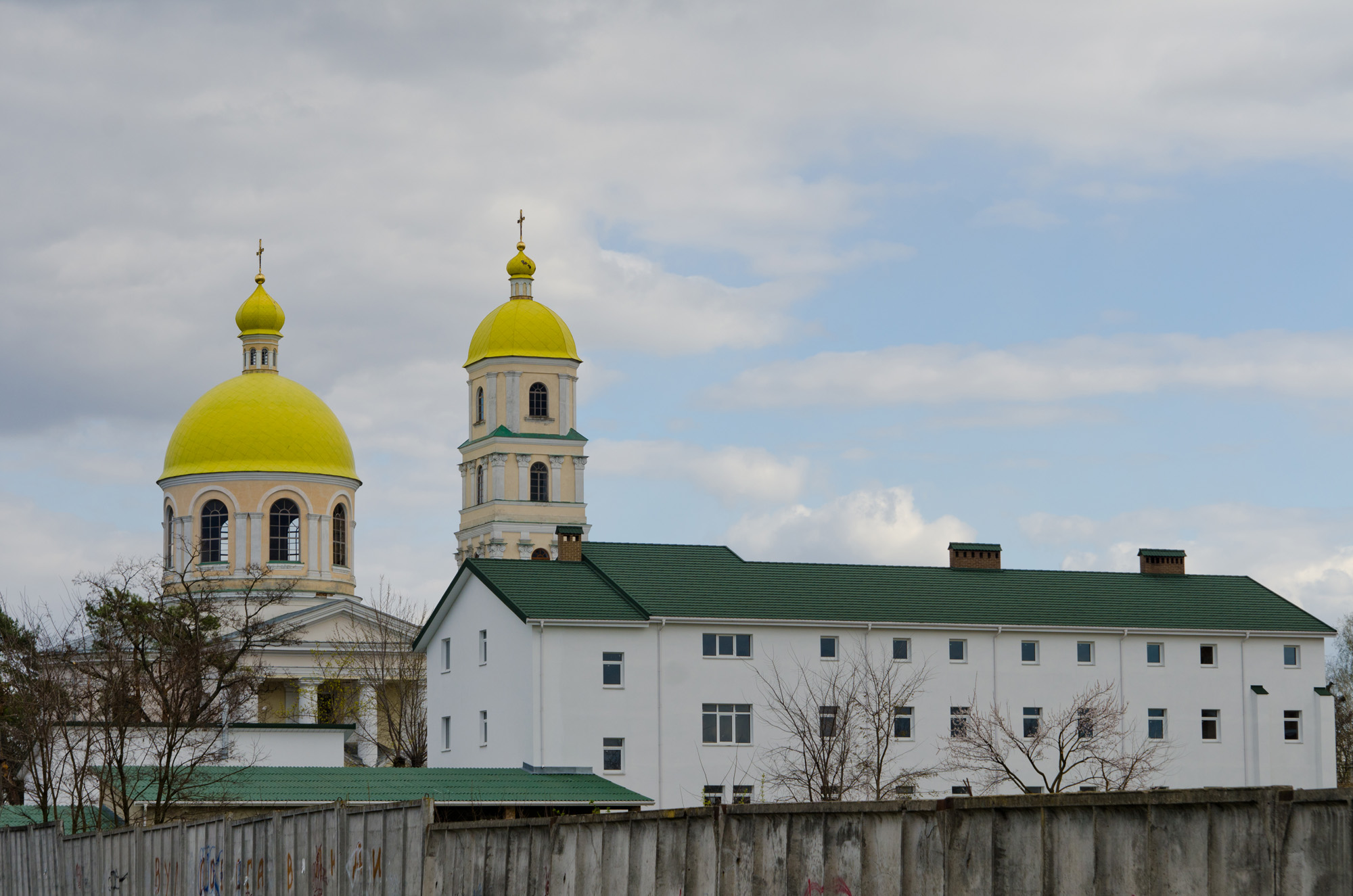

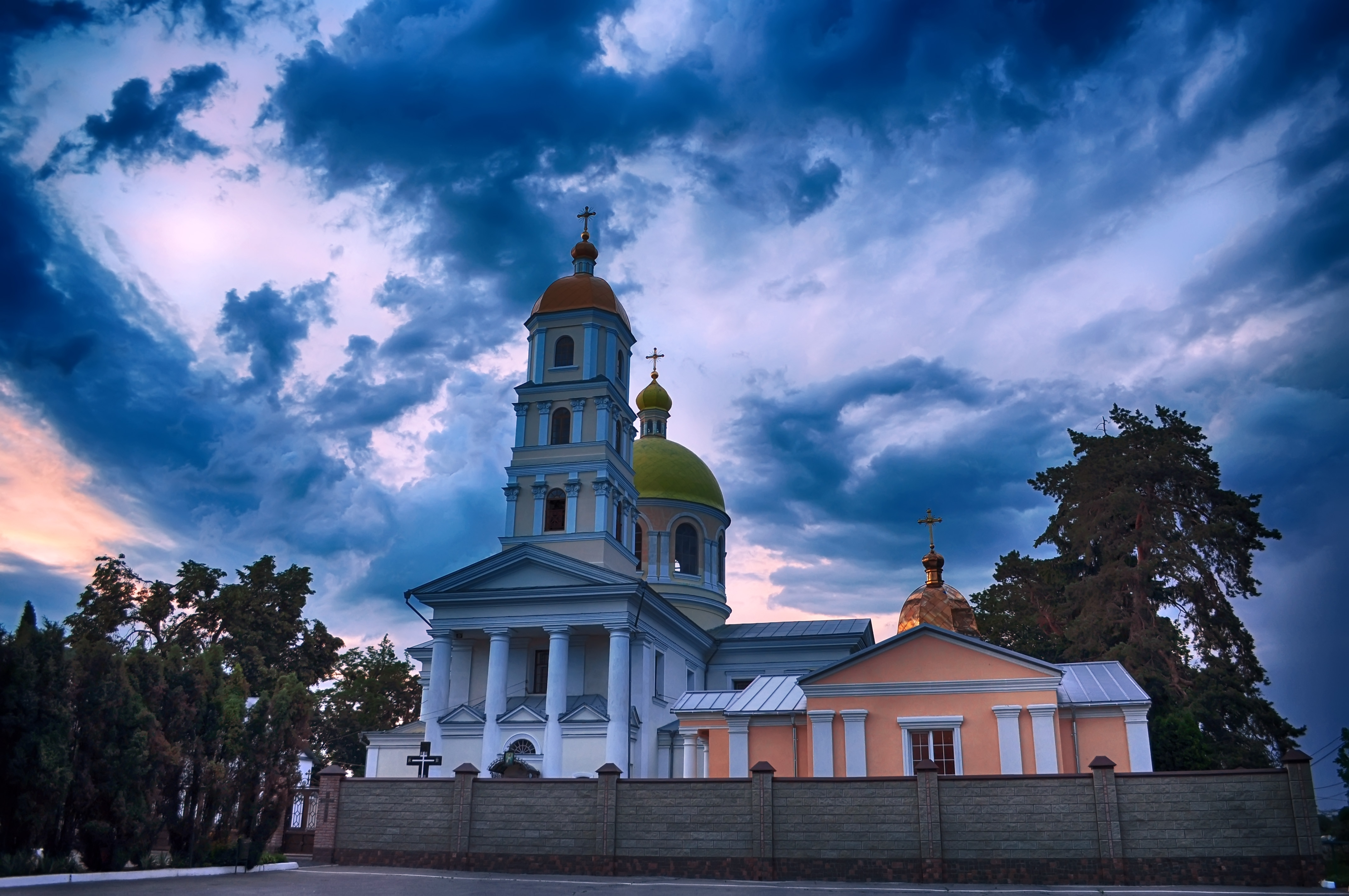
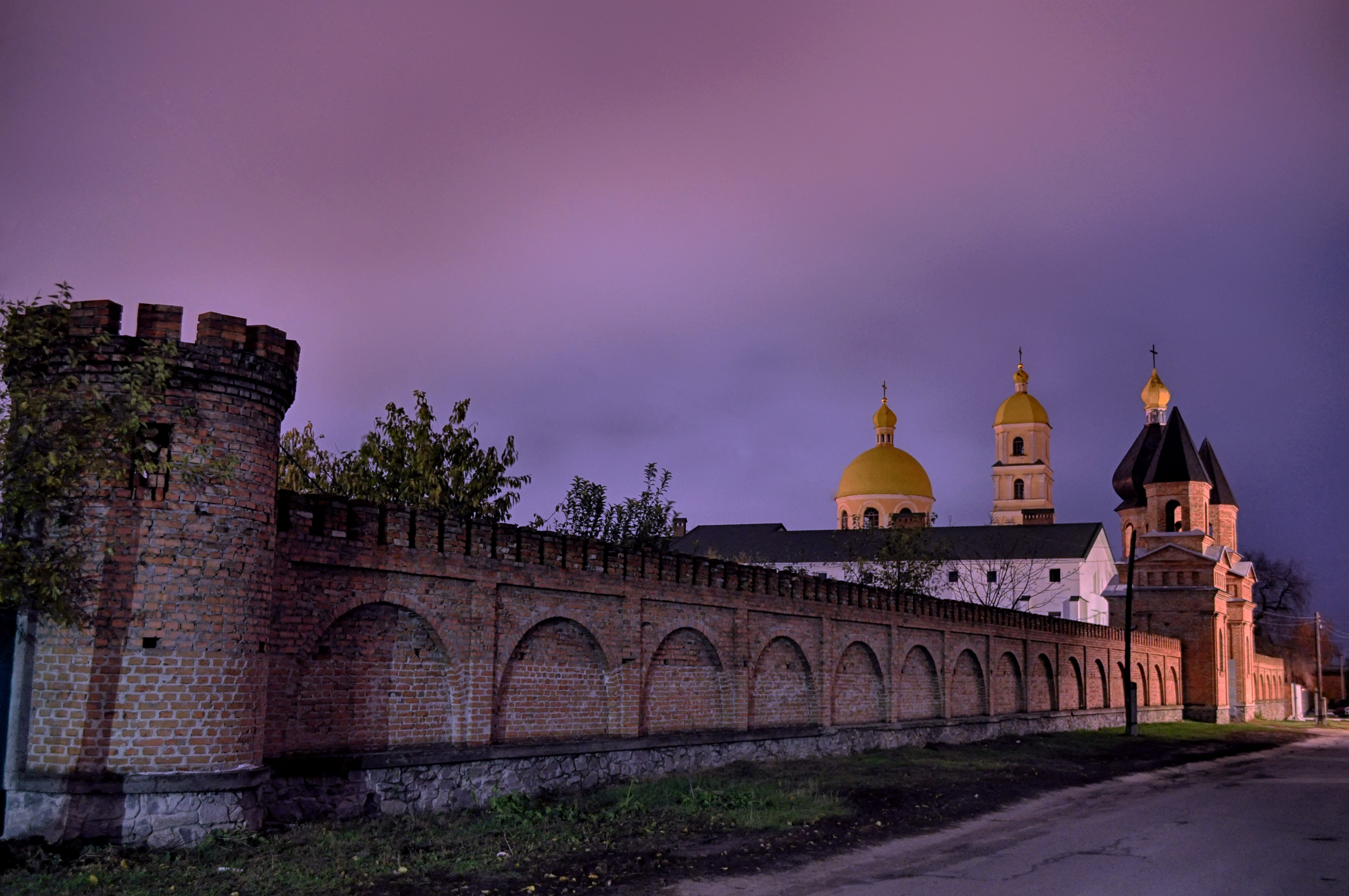
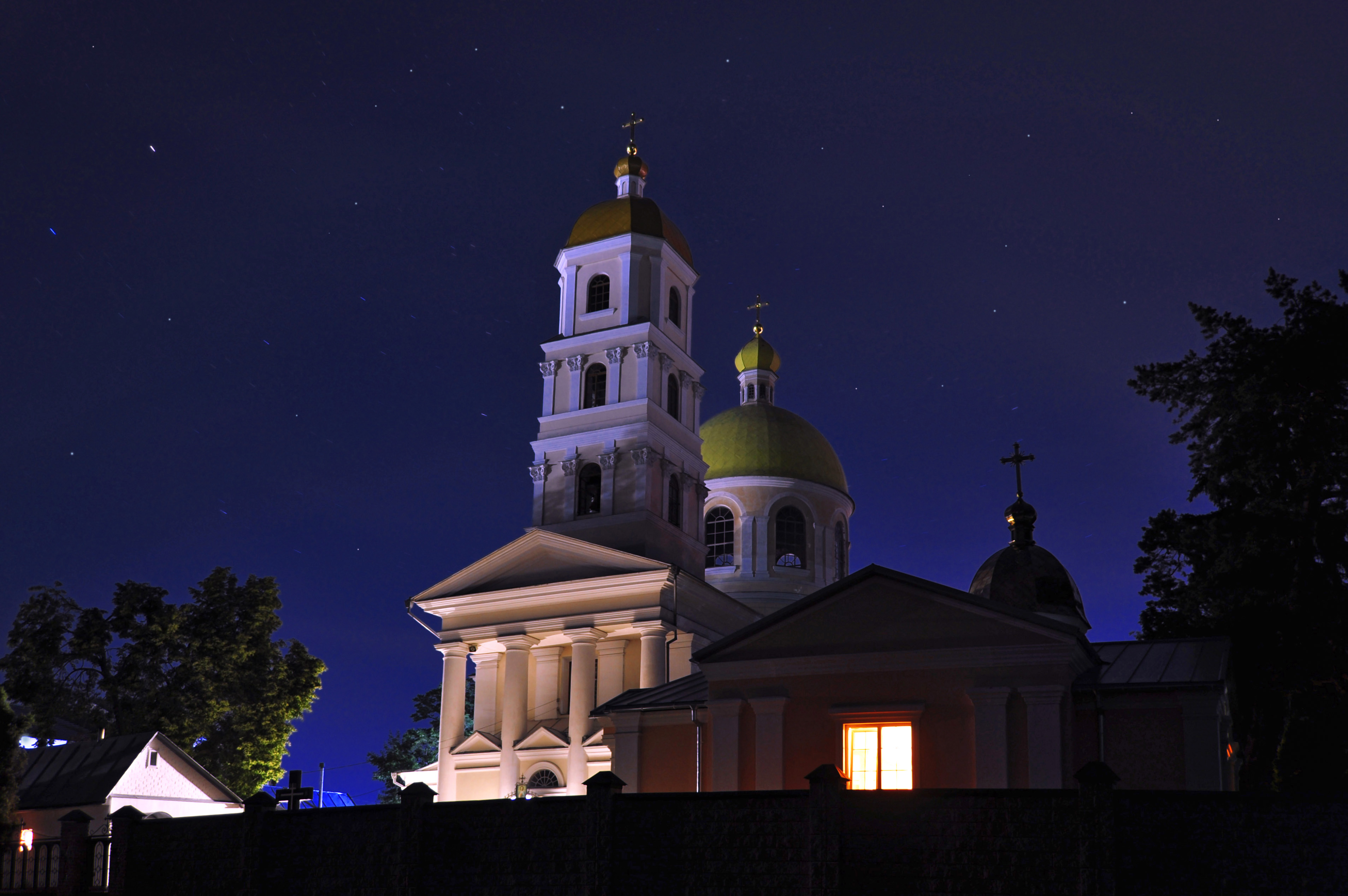
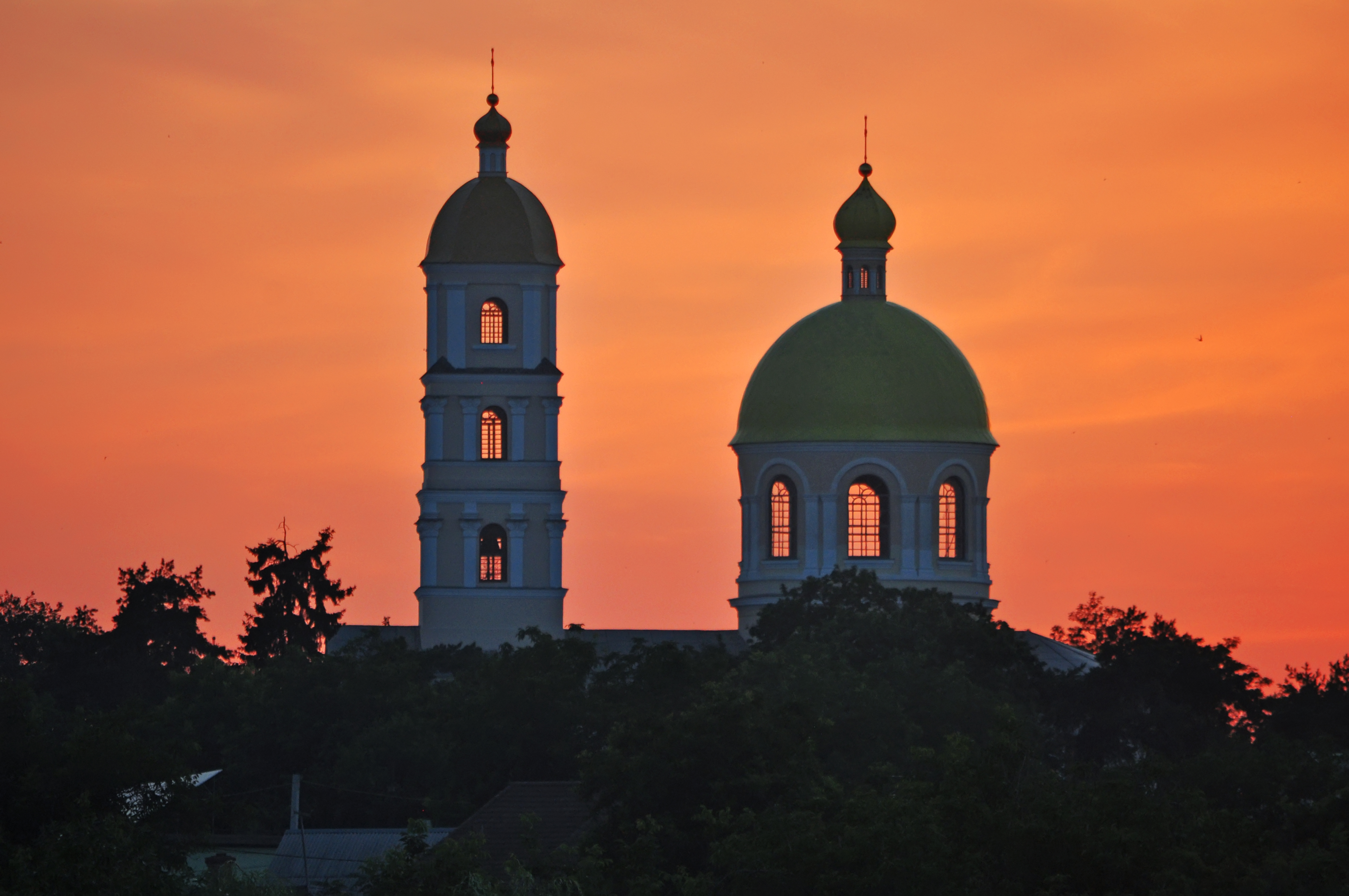
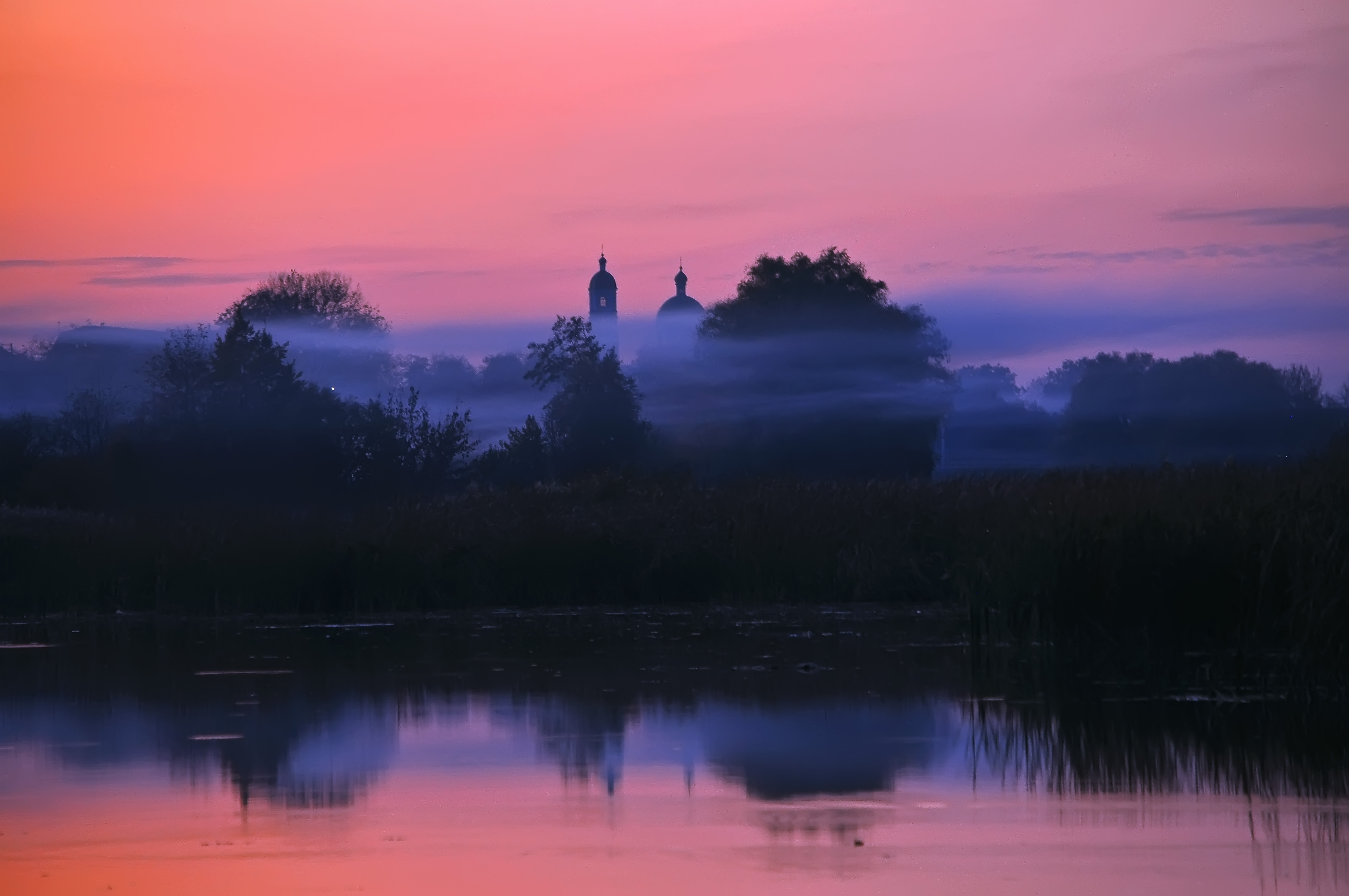

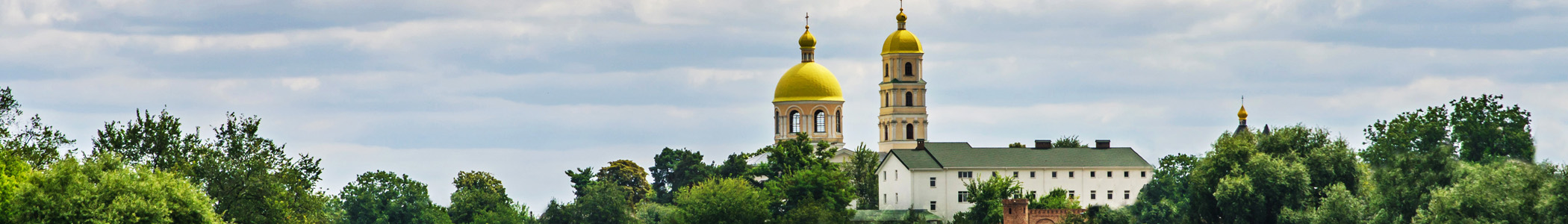